# Франц Пфаудлер

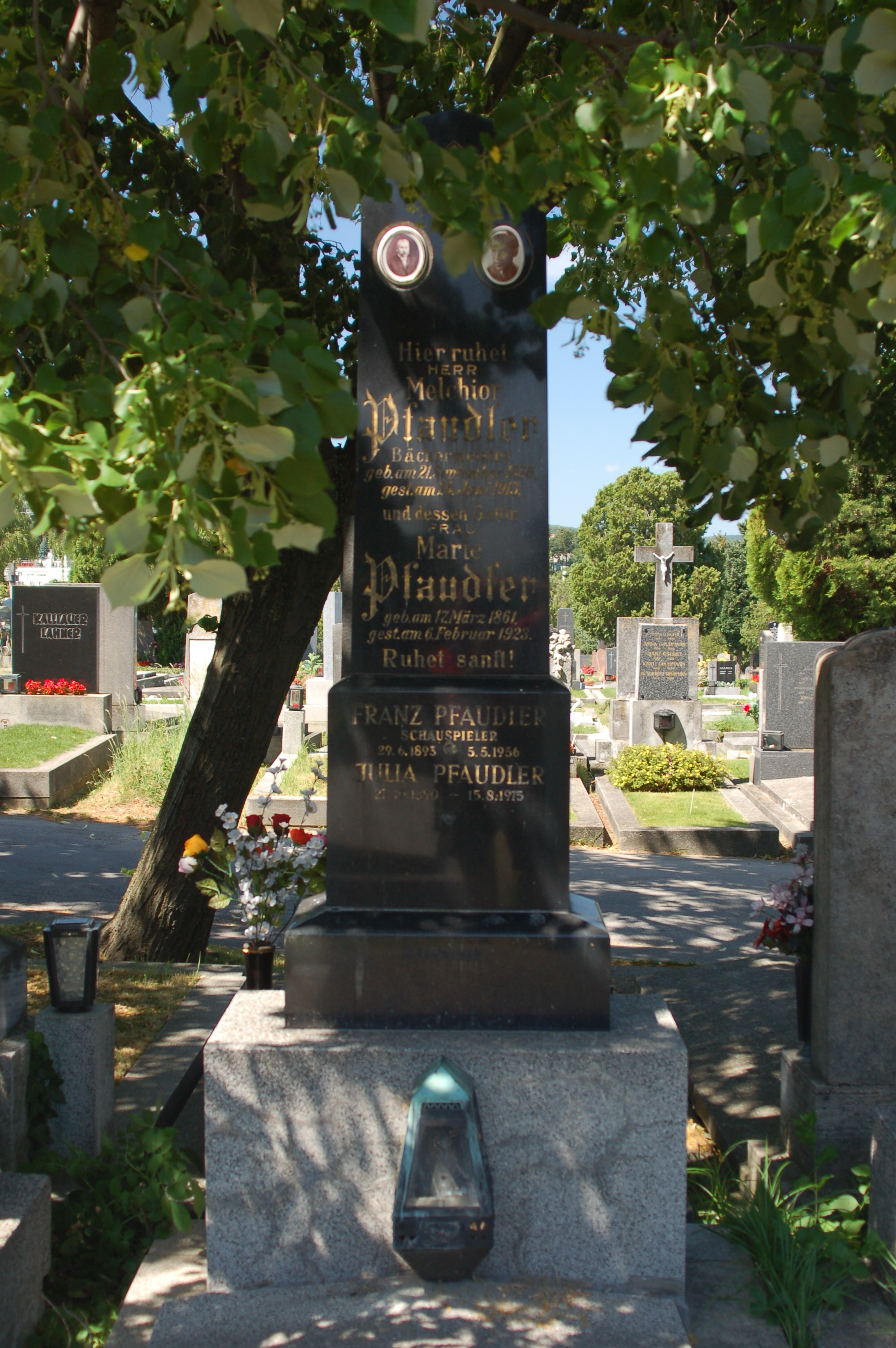
Поховання Ф. Пфаудлера на Оттакрінзькому цвинтарі у Відні

Франц Пфа́удлер (нім. Franz Pfaudler; нар. 29 червня 1893, Відень, Австро-Угорщина — пом. 5 травня 1956, Відень, Австрія) — австрійський театральний та кіноактор.

## Біографія
Франц Пфаудлер народився 29 червня 1893 року у Відні, Австро-Угорщина. Після закінчення середньої школи він вступив до Академії музики і виконавських мистецтв у Відні. Починав акторську кар'єру в муніципальному театрі в Ландсгуті, потім виступав на сценах в Дармштадті і Кенігсберзі. З 1935-го по 1945 рік входив до трупи Німецького театру в Берліні, у 1939 році грав у віденському Театрі в Йозефштадті.
У кіно Франц Пфаудлер дебютував у 1934 році, зігравши одинадцять ролей другого плану. Після Другої світової війни він знявся ще у семи стрічках.
Помер Франц Пфаудлер 5 травня 1956 року у Відні, де й похований на Оттакрінзькому цвинтарі.

## Фільмографія (вибіркова)
| Рік  | Назва українською                 | Оригінальна назва             | Роль                             |
| ---- | --------------------------------- | ----------------------------- | -------------------------------- |
| 1935 | Гриби щастя                       | Glückspilze                   | директор Бартманн                |
| 1935 | Моє життя для Марії Ізабель       | Mein Leben für Maria Isabell  | слуга Антон                      |
| 1937 | Манеж                             | Manege                        | клоун Мейєр                      |
| 1938 | Що робити, Сібілло?               | Was tun, Sybille?             | батько Фрьоліх                   |
| 1938 | Голос крові                       | Stimme des Blutes             |                                  |
| 1939 | Рената у квартеті                 | Renate im Quartett            | власник станційного ресторану    |
| 1939 | Жахливі бажання                   | Die unheimlichen Wünsche      | Наварейнс, критик, кузен Рафаеля |
| 1940 | Маленький ноктюрн                 | Eine kleine Nachtmusik        | листоноша                        |
| 1940 | Поштмейстер                       | Der Postmeister               | слуга Петро                      |
| 1941 | Повернення додому                 | Heimkehr                      | Бальтазар Манц                   |
| 1942 | Аннушка                           | Anuschka                      |                                  |
| 1944 | Віденський квартет                | Schrammeln                    | Гаслінгер, видавець              |
| 1944 | Мелюзіна                          | Melusine                      | Праксмаєр, ювелір                |
| 1945 | Шіва та плід шибениці             | Shiva und die Galgenblume     |                                  |
| 1947 | Гроші у будинку                   | Geld ins Haus                 | Крюгер, швець                    |
| 1948 | Процес                            | Der Prozeß                    | Peczely, комісар безпеки         |
| 1948 | Маресі                            | Maresi                        | граф Стенвіль                    |
| 1949 | Героїчна симфонія                 | Eroica                        | директор театру                  |
| 1950 | Велике кохання ерцгерцога Йоганна | Erzherzog Johanns große Liebe | Плохль, поштмейстер Аусзеє       |
| 1953 | Франц Шуберт                      | Franz Schubert                | Діабеллі                         |